# Bukowiec (Jelenia Góra)
Pour les articles homonymes, voir Bukowiec.
Bukowiec (en allemand : Buchwald) est une localité polonaise de la gmina de Mysłakowice, située dans le powiat de Jelenia Góra en voïvodie de Basse-Silésie. Le village est connu pour son château ainsi que pour ses jardins.

## Géographie

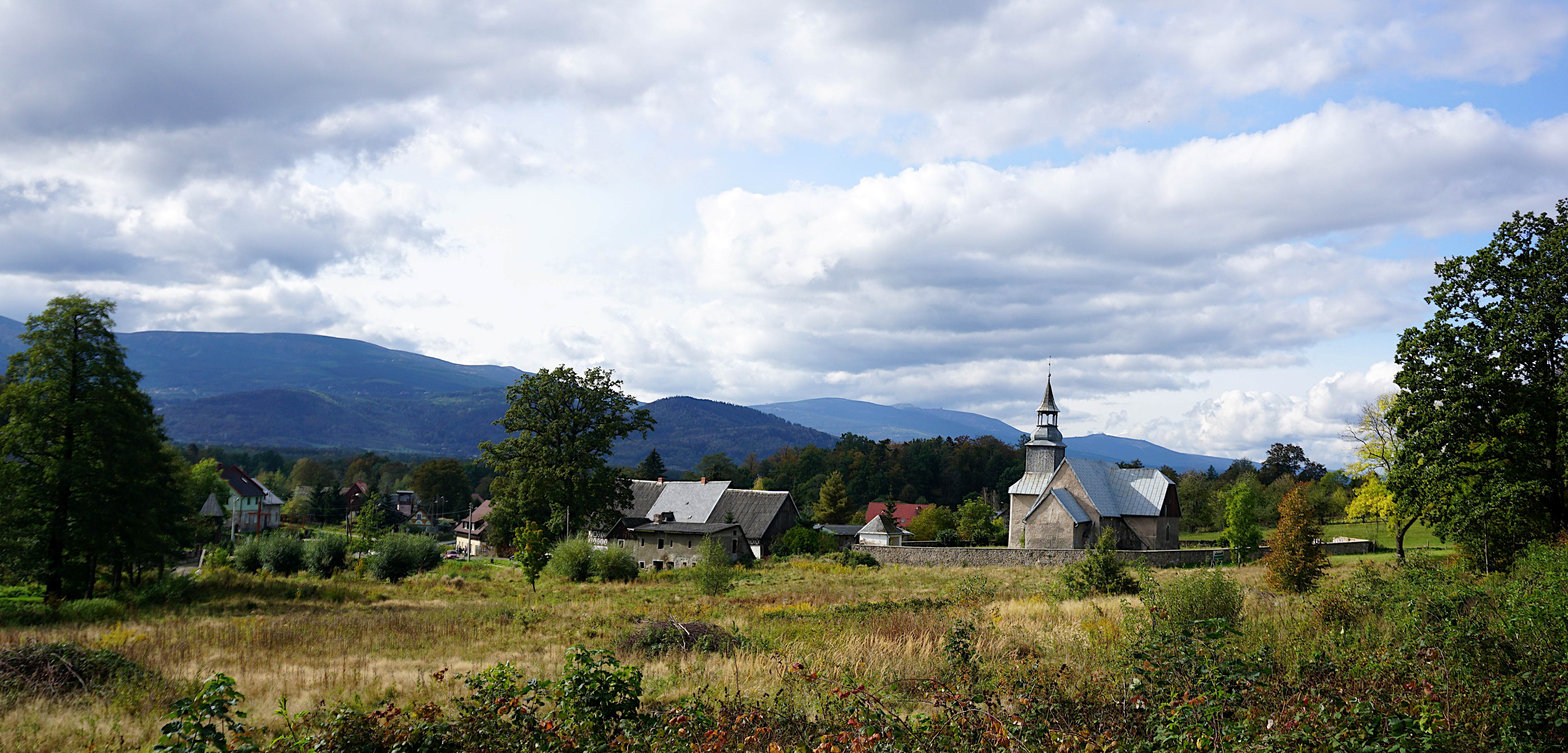
Vue sur le village.

Bukowiec se trouve au pied nord des monts des Géants, à 4 km au sud de Mysłakowice et à 14 km au sud-est de Jelenia Góra.

## Histoire
Le lieut fut mentionné pour la première fois dans un acte de l'an 1305. À cette époque, les domaines appartenaient au duché de Schweidnitz-Jauer, vassal silésien qui à la mort du duc Bolko II le Petit en 1368 reviennent à la couronne de Bohême. En 1742, après la première guerre de Silésie, le village est dévolu au royaume de Prusse sous le règne de Frédéric le Grand.

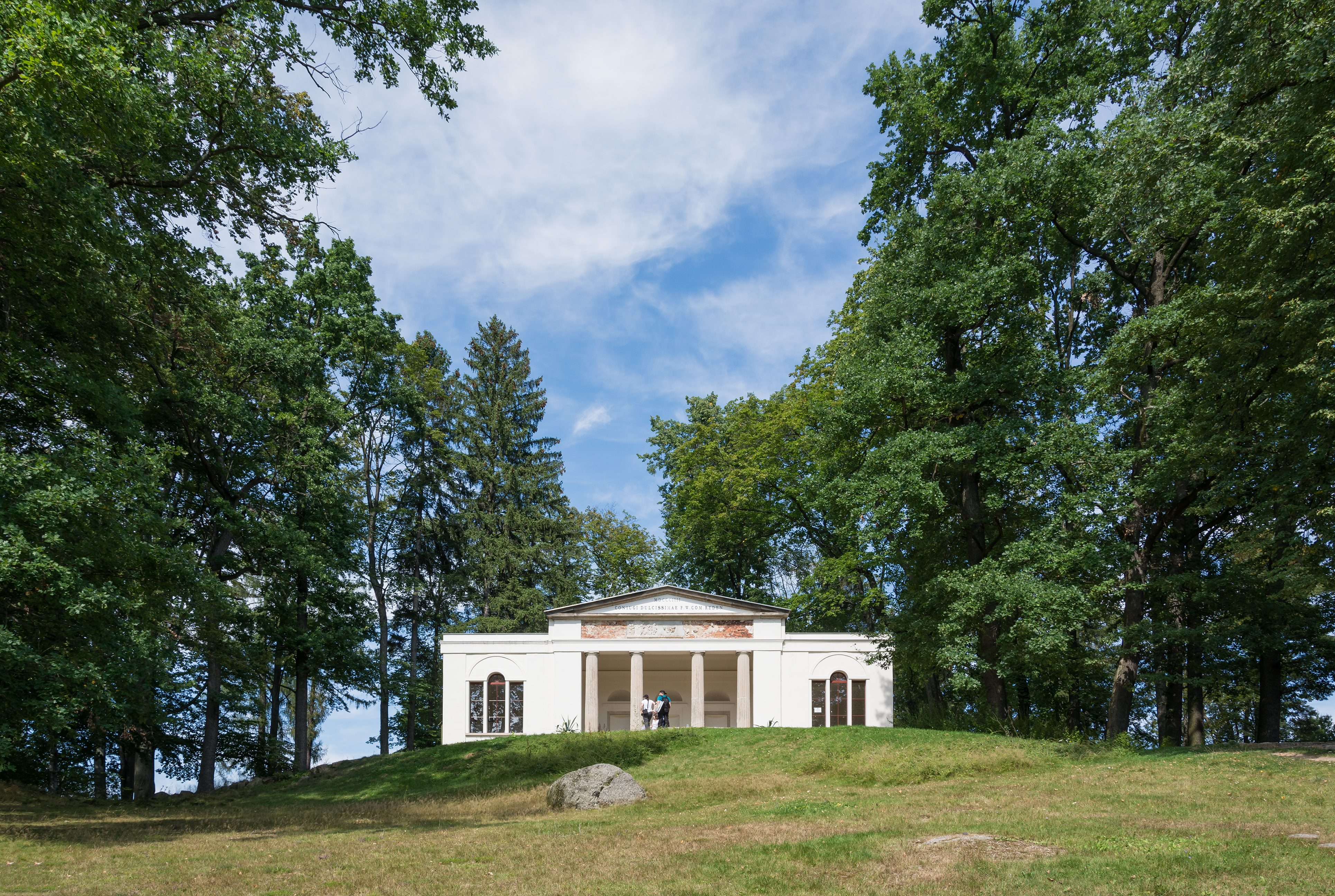
Pavillon situé au parc.

Le comte Friedrich Wilhelm von Reden (1752–1815), capitaine des mines prussien, acquiert le manoir en 1785 et il se mit alors à reconstruire le château en style néo-classique et à aménager le parc selon le modèle anglais. Ce vaste jardin a consisté, entre autres, un salon de thé, une tour panoramique, un petit établissement des bains, et une ruine artificielle avec un amphithéâtre romain. Le comte et sa femme Friederike (1774–1854), fille du général Friedrich Adolf Riedesel, y ont a accueilli de nombreux visiteurs, dont le roi Frédéric-Guillaume III et la reine Louise, les  hommes d'État Heinrich Friedrich Karl vom Stein et Karl August von Hardenberg, la princesse polonaise Izabela Czartoryska et l'émissaire americain John Quincy Adams, ainsi que les artistes Caspar David Friedrich et Carl Gustav Carus ; le poète Theodor Körner a fait l'éloge des jardins en 1809.
Pendant la Seconde Guerre mondiale, l'un des camps extérieurs de Gross-Rosen existait à Buchwald. À la fin de la guerre, le village et le château furent pillés ; la population allemande restante a été expulsée. Ensuite, la région reviendra à la république de Pologne.